# Husqvarna Modell 30 250 cc

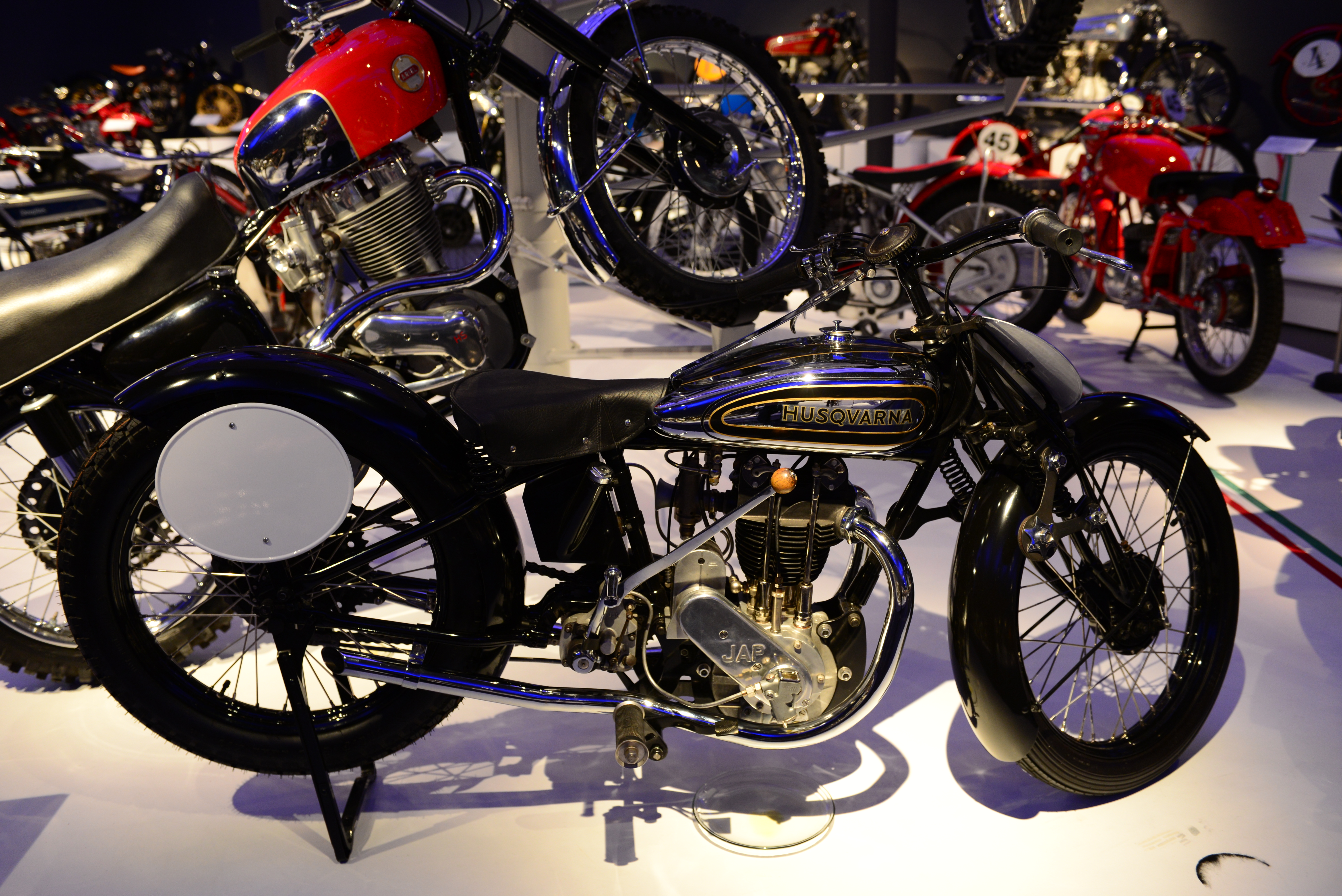
Husqvarna 250 cc Racer 1929

Husqvarna Modell 30 250 cc från 1929 är en motorcykelmodell från Husqvarna med en 250 cc motor från JAP med ungefär 20 hk. Denna MC användes både som bruks-MC och framgångsrikt på tävlingsbanorna.
2013 finns två (kända) exemplar kvar. Den ena på Husqvarna fabriksmuseum och den andra på MC Collection museum i Sollentuna. Denna MC startades under 2012.